# Fisica tecnica
La fisica tecnica (in inglese Thermal Engineering) è una disciplina insegnata nei corsi di ingegneria ovvero una branca della fisica applicata, il cui obiettivo è studiare le trasformazioni dell'energia e le sue interazioni con la materia, avendo come risultato le più svariate applicazioni, che possono spaziare dall'ingegneria meccanica (cicli termodinamici, che sono alla base del funzionamento dei motori) all'ingegneria civile (studio dei sistemi fluenti e applicazioni di macchinari come turbine idrauliche). Comprende generalmente discipline quali la termodinamica applicata, la trasmissione del calore e la termofluidodinamica.

## Descrizione
L'aggettivo "tecnica" deriva dal fatto che, all'epoca dei primi sviluppi di questa materia, la termodinamica era l'ambito di studio più strettamente legato ad applicazioni tecnologiche di carattere pratico, mentre altri settori della fisica come elettromagnetismo e ottica erano più comuni nell'ambito accademico o puramente di laboratorio. Questa distinzione tuttavia oggi non sussiste più: applicazioni tecnologiche derivate da ottica ed elettromagnetismo sono molto comuni e diffuse su larga scala.
Va precisato che l'approccio di tale materia nella descrizione dei fenomeni è prevalentemente di tipo assiomatico se paragonato ad altre branche della fisica nelle quali si giunge a descrizioni analitiche come conseguenza di esperienze di tipo sperimentale. Al contrario lo studio della fisica tecnica non si limita a formulare e verificare teorie, come può essere per alcuni ambiti della fisica teorica, bensì il suo studio è dovuto per buona parte ad esigenze pratiche che si sono presentate durante gli anni; motivo per il quale lo studio della teoria è strettamente in contatto con la componente pratica.

### Attività studiate
- Fondamenti di termodinamica teorica ed applicata
  - Grandezze fondamentali
  - Principi della termodinamica
  - Entalpia
  - Entropia
  - Exergia
  - Analisi del ciclo di vita
  - Risparmio energetico
  - Cogenerazione
  - Valutazione energetica
- Proprietà della materia
  - Passaggi di stato
  - Diagrammi di stato
  - Equazione di stato
  - Gas perfetti
- Cicli termodinamici
  - Ciclo a gas
  - Ciclo a vapore
  - Ciclo frigorifero
- Aria umida
  - Accenni di condizionamento
  - Condizioni di benessere ambientale
- Fondamenti di Acustica
- Fondamenti di ottica
- Trasmissione del calore
  - Irraggiamento, Conduzione, Convezione
  - Scambiatori di calore
  - Sistemi di conversione energetica
- Fonti rinnovabili
- Fluidodinamica
  - Primo principio della termodinamica per sistemi fluenti
  - Turbine
  - Ugelli
- Sistemi di misurazione
- Sostenibilità ambientale
- Gestione dell'energia